# El código penal
El código penal aka El código criminal (en inglés, The Criminal Code) es una película estadounidense de 1930, en la época pre-code. Se trata de una cinta sobre presidiarios, dramática y romántica, dirigida por Howard Hawks. Los dos actores principales son Walter Huston y Phillips Holmes.
El guion, escrito por Fred Niblo Jr. y Seton I. Miller, está basado en la obra de teatro homónima de 1929 de Martin Flavin. Los guionistas estuvieron nominados al Óscar al mejor guion adaptado pero lo ganó Howard Estabrook por su trabajo para Cimarrón.
El código penal es la primera de las tres adaptaciones que Columbia Pictures realizó de la obra de teatro The Criminal Code. Las otras dos son: Penitentiary (1938) —dirigida por John Brahm, con Walter Connolly, John Howard y Jean Parker en el reparto— y Drama en presidio (Convicted, 1950) —dirigida por Henry Levin, con Glenn Ford, Broderick Crawford, Millard Mitchell y Dorothy Malone—.

## Argumento
Seis años de trabajos forzados en el molino de yute de la prisión, han pasado factura al joven Robert Graham (Phillips Holmes), condenado por homicidio en un pelea de borrachos. El médico de la prisión recomienda que le cambien de puesto antes de que el daño sicológico sea irreversible. Cuando el alcaide Mark Brady (Walter Huston) recuerda que fue él mismo, como fiscal de distrito, quien actuó en el caso para ponerlo entre rejas, lo convierte en su «valet». Graham agradece el cambio, sobre todo la compañía de Mary (Constance Cummings), la encantadora joven hija del alcaide.
Jim Fales, uno de los compañeros de celda de Graham intenta escaparse con otros dos reclusos pero Runch, uno de ellos, resulta ser un soplón y los delata. La guardia mata a tiros a Fales y Ned Galloway (Boris Karloff), el otro compañero de celda, jura vengar esta muerte, asesinando a Runch —que está protegido temporalmente trabajando en la vivienda del alcaide—; además, advierte a Graham que se mantenga alejado de Runch. A pesar del aviso, Graham acaba en el escenario del crimen. Aunque le ha encontrado cerca del cuerpo de Runch, el alcaide cree que Graham no es el asesino, pero que sabe quién es. El alcaide le promete libertad condicional —que está solicitada y a punto de llegar— y exige el nombre del asesino. Graham se mantiene leal al «código de silencio del recluso» y el alcaide lo envía al calabozo a pan y agua durante una semana, con la esperanza de que confiese.
Mary regresa de una estancia en casa de su tía y se sorprende cuando se da cuenta de que Graham ya no está como ayudante. Averigua, interrogando a su padre, que le han destinado a una celda de castigo hasta que proporcione el nombre del asesino. Mary confiesa su amor por Graham e insta a su padre para que lo libere. El alcaide se lo promete pero mientras tanto el capitán de la guardia Gleason (DeWitt Jennings) está interrogando a Graham de forma brutal para que delate al asesino. Galloway valora la lealtad que Graham muestra hacia él y el código de silencio y se ingenia para que le manden al calabozo con la intención de ayudarlo a escapar matando a Gleason con quien tenía cuentas pendientes.

## Reparto
- Walter Huston ... Mark Brady
- Phillips Holmes ... Robert Graham
- Constance Cummings ... Mary Brady
- Boris Karloff ... Ned Galloway
- DeWitt Jennings ... Capitán de la guarida Gleason
- Mary Doran ... Gertrude Williams
- Ethel Wales ... Katie Ryan
- Clark Marshall ... Runch
- Arthur Hoyt ... Leonard Nettleford, abogado de Graham
- John St. Polis ... Dr Rinewulf
- Paul Porcasi ... Tony Spelvin
- Otto Hoffman ... Jim Fales
- John Sheehan ... McManus

## Antecedentes
La película El código penal está basada en The Criminal Code, una exitosa obra de teatro escrita por Martin Flavin. Los guionistas que realizaron la adaptación para la pantalla grande fueron Seton I. Miller y Fred Niblo Jr., hijo del director Fred Niblo. La obra de teatro original de Martin Flavin, autor nativo de la zona de San Francisco, se estrenó en Broadway, en el Teatro Belasco en 1929.
El actor Boris Karloff, que la estaba interpretando en el teatro, consiguió el mismo papel de Galloway en la película. La persecución de Runch que ejecuta Galloway está prácticamente escenificada como un ballet y proporcionó a Karloff las credenciales para interpretar al monstruo de Frankenstein. Este salto de las tablas a la pantalla grande aceleró su carrea como actor, aunque había aparecido en docenas de películas durante la década de 1920, básicamente con pequeños papeles.
El código penal fue la primera de las cuatro ocasiones en que Hawks colaboró con el productor Harry Cohn; las otras tres son: La comedia de la vida (Twentieth Century, 1934), Sólo los ángeles tienen alas (Only Angels Have Wings, 1939) y Ayuno de amor / Luna nueva / Mi asistente favorita (His Girl Friday, 1940); pero fue la única vez que colaboró con el otro productor, Frank Fouce, quien produjo solamente cinco películas. Hawks trabajó con el guionista Seton Miller en diversas ocasiones durante las décadas de 1920 y 1930. Sin embargo, es la única ocasión en que trabajó con Niblo Jr.  
Columbia utilizó imágenes de archivo de la película al año siguiente en Tras la máscara (Behind the Mask, 1932), donde Hawks contó también con Cummings y Karloff, pero en papeles muy diferentes.

## Producción
Aunque se rodó en los primeros tiempos del cine sonoro, El código penal ya trabaja el sonido de forma sofisticada. Los diálogos son a veces muy rápidos y Hawks utiliza la técnica emergente de diálogos superpuestos —como en el inicio de la película, cuando dos policías discutiendo por el dinero ganado jugando al pinacle y un agente está atendiendo una llamada telefónica—.
En la misma línea que otras «películas de prisiones» posteriores de la década de 1930, como San Quintín (San Quintin, 1937) y Muero cada amanecer (Each Dawn I Die, 1939), El código penal animaba a los espectadores a cuestionar los sistemas legal y penal estadounidenses de aquel momento.
Hawks explora el cine penitenciario para destacar la amistad masculina y el «grupo como una fuerza orgánica», dos temas frecuentes en sus trabajos —como puede verse en Sólo los ángeles tienen alas (Only Angels Have Wings, 1939) y Río Bravo (Rio Bravo, 1959)—. Aparece calaramente en la escena en que Brady empieza su primer día como alcaide la prisión y es recibido por un patio lleno de hombres reclusos que le abuchean todos a una, mientras que el alcaide (y la cámara) les miran desde la ventana del despacho.
Phillips Holmes y Boris Karlooff fueron seleccionados para sus papeles respectivos porque estaban actuando con gran éxito en esa obra de teatro en Broadway.Constance Cummings, en esta película que fue su debut cinematográfico, representa el arquetipo de mujer fuerte y estoica, propia de Hawks —aunque todavía sin llegar al punto de actrices como Katharine Hepburn, Ann Dvorak, Rosalind Russell, Barbara Stanwyck, Angie Dickinson y Lauren Bacall. Mary Brady está rodeada por un mundo pricipalmente masculino pero prefiere quedarse a vivir en la penitenciaría.

## Crítica
La enciclopedia cinematográfica alemana Lexikon des internationalen Films (Léxico del cine internacional) expone: «Con su compromiso humanitario y el arte de su representación, la película carcelaria dirigida por Howard Hawks, que entonces tenía 34 años, es una de las más importantes del género.» La revista alemana Cinema también calificó la película como «cine comprometido».
Variety consideró la película como una «excelente interpretación» de la obra de teatro homónima, con Walter Huston ofreciendo su mejor interpretación del personaje. Channel 4 también elogió la «poderosa presencia en pantalla» de Huston en una de las mejores películas sonoras tempranas de Hawks. La guía cinematográfica de Time Out destacó especialmente «el guion estricto y nada sentimental». La película no tiene «moralizaciones superficiales, tiene un ritmo rápido, una atmósfera sombría y realista y excelentes actuaciones».
El crítico cinematográfico estadounidense Jonathan Rosenbaum consideró El código penal como una de las películas más injustamente olvidadas de Hawks. Estilísticamente, Hawks se basa en el estilo visual de las películas mudas tardías, al mismo tiempo que muestra su talento para escenificar diálogos realistas y superpuestos. El código penal es «lo más parecido a una película sobre protestas sociales como casi ninguna otra película de Hawks», se diferencia en el perfil de los personajes y destaca interesantes paralelismos entre los códigos penales de la sociedad y los propios presos.

## Adaptaciones

### En otros idiomas
Prácticamente al mismo tiempo que El código penal (The Criminal Code, Howard Hawks, 1930) se rodó una versión en español, titulada El código penal, dirigida por Phil Rosen, con Barry Norton, Maria Alba y Carlos Villarías en el elenco. Se estrenó en Ciudad de México el 19 de febrero de 1931, seguida por el estreno en San Juan de Puerto Rico el 14 de marzo y el estreno en Nueva York el 14 de abril de 1931.
Forrester-Parant Productions produjo una versión en francés, titulada Criminal (en inglés, Criminel y dirigida por Jack Forrester. Los actores principales fueron Harry Baur y Jean Servais. Esta película utilizó diversas escenas de la versión en inglés.

### Otras versiones
Columbia Pictures rodó otra vez la película y la denominó Penitentiary (1938). Está dirigida por John Brahm y cuneta con Walter Connolly y John Howard como actores principales.
Por tercera vez Columbia produjo la misma historia en Drama en presidio (Convicted, 1950), dirigida por Henry Levin con Glenn Ford y Broderick Crawford.